# Jan Viethen
Jan Viethen (* 1978 in Aachen) ist ein deutscher Schauspieler.

## Leben
Jan Viethen wuchs im Rheinland auf. Von 2000 bis 2004 studierte er an der Folkwang Universität der Künste, wo er mit dem Schauspieldiplom abschloss. Er erhielt außerdem eine Ausbildung in Akrobatik, Zeitgenössischem Tanz, Stockkampf und Clownerie. Während seiner Ausbildung gastierte er in Produktionen des Düsseldorfer Schauspielhauses, u. a. als Chorführer in Die Bakchen. 2003 wurde er mit dem Folkwangpreis für seine Rolle als Khaled in Ilan Hatsors Stück Vermummte ausgezeichnet.
Von 2004 bis 2007 hatte er sein erstes Festengament am Theater Aachen. Dort spielte er u. a. Stanley Kowalski in Endstation Sehnsucht (Regie: Ludger Engels), Hänschen Rilow in Frühlings Erwachen (Regie: Christian Sedelmayer) und den Doktor Fleischer in Der Biberpelz (Regie: Uwe Dag Berlin). Seither arbeitet er ausschließlich als freischaffender Schauspieler. Es folgten zunächst Engagements am Nationaltheater Mannheim (ab 2007, als Melchior Gabor in Frühlings Erwachen, Regie: Simon Solberg) und in den Berliner Sophiensælen (2008–2009).
Von 2008 bis 2015 trat er am Münchner Volkstheater auf. Dort spielte er u. a. den Titelhelden in Faust, den Lionel in Die Jungfrau von Orleans und Harding in Einer flog über das Kuckucksnest, wo er jeweils mit Simon Solberg zusammenarbeitete. Zwischen 2009 und 2015 gastierte er regelmäßig am Theater Basel. Hier gehörten u. a. Spiegelberg/Schweizer in Die Räuber, Dr. Hahn/Innenminister in Graf Öderland, Marquis von Posa in Don Karlos, Regie jeweils wieder Simon Solberg, sowie Eisenring/Carlos Sika in Biedermann und die Brandstifter (Regie: Volker Lösch) und Ernesto Roma in Der aufhaltsame Aufstieg des Arturo Ui (Regie: Robert Gerloff) zu seinen Rollen.
2013 gastierte er am Theater am Neumarkt in Zürich als Vincenzo in Rocco und seine Brüder (Regie: Peter Kastenmüller). Weitere Gastengagements hatte er am Nationaltheater Weimar (2015), an der Staatsoper Hannover (2015–2018, mit Daniel Drewes in Candide), an der Volksbühne Berlin (2017), am Theater an der Parkaue (2017, als Erich Spitta in Die Ratten, Regie: Katrin Hentschel) und am Theater Oberhausen (2019, u. a. als Oberon in Ein Sommernachtstraum). Außerdem ist er als Darsteller und Autor immer wieder auch in der freien Theaterszene aktiv. In der Saison 2019/20 gastierte er als Autor und Darsteller am Berliner ACUD-Theater. 2022 entwickelte er als Teil des Kollektivs „dogsagainstdepression“ das Stück Horror! – Irgendwas ist da am Heimathafen Neukölln. In der Spielzeit 2023/24 ist er am Volkstheater Rostock als Faust in Urfaust, als Orsino in Was ihr wollt und als Richard Hannay in Die 39 Stufen zu sehen.
Viethen wirkte neben seiner Theaterarbeit in Kinofilmen, Kurzfilmen und mehreren TV-Produktionen wie Stromberg, Pastewka und SOKO Köln mit. In der 7. Staffel der ZDF-Serie Heldt (2019) übernahm er eine der Episodenrollen als Wiener Gastkommissar Major S. Mayerhofer. In der 6. Staffel der ZDF-Serie SOKO Potsdam (2023) war er in einer Episodenhauptrolle als tatverdächtiger Grundschullehrer Niam Kruger zu sehen.
Viethen lebt in Berlin.

## Filmografie (Auswahl)
- 2004–2005; 2012: Stromberg (Fernsehserie)
- 2005: Arnies Welt (Fernsehfilm)
- 2007: Nicht geht mehr (Kinofilm)
- 2009: Pastewka: Der Tarif (Fernsehserie, eine Folge)
- 2009: SOKO Köln: Frücht des Zorns (Fernsehserie, eine Folge)
- 2019: Heldt: Der Mann aus Wien (Fernsehserie, eine Folge)
- 2021: Gute Zeiten, schlechte Zeiten (Fernsehserie)
- 2023: SOKO Potsdam: Unter Kontrolle (Fernsehserie, eine Folge)